# Scorpaena calcarata
Scorpaena calcarata — вид скорпеноподібних риб родини Скорпенові (Scorpaenidae).

## Поширення
Scorpaena calcarata поширений у західній частині Атлантичного океану на південь від Північної Кароліни на південь уздовж узбережжя США, острова Великий Інагуа (Багамські острови), по всій Мексиканській затоці, крім Куби, в Карибському морі біля узбережжя Ямайки, Пуерто-Рико, Віргінських островів, Сент-Люсії, Барбадосу, а також вздовж центрально та південноамериканського узбережжя від Мексики до Ріо-де-Жанейро, Бразилія. Діапазон глибин 0-216 м.